# Eduardo Vilarete
Eduardo Emilio Vilarete Fernández (Santa Marta, Magdalena, 20 de junio de 1953) es un exfutbolista colombiano que se desempeñaba de delantero. Jugó en la selección de fútbol de Colombia de 1976 a 1985. También formó parte de la selección de Colombia para el torneo de la Copa América de 1979.

## Trayectoria
Nació el 20 de junio de 1953 en el barrio El Ancón de Santa Marta. Se inició en las menores de Millonarios no pudiendo llegar al primer equipo; su carrera futbolística inicia en el Atlético Bucaramanga, equipo de la primera división, donde debutaría en 1974 a los 21 años. En 1975, sería el goleador del equipo con 18 goles y el único colombiano con dicho promedio de gol, destacando junto a sus compañeros de equipo como Misael Flórez y Alfredo Arango.
En 1976, originalmente iba a fichar por el Junior, pero por temas dirigenciales terminaría jugando por el Unión Magdalena donde solo alcanzaría jugar el torneo apertura, para el torneo finalización ficharía por el Atlético Nacional donde para sorpresa de muchos sería de las figuras del equipo saliendo campeón y siendo pieza  fundamental del equipo. Al año siguiente, volvería al Bucaramanga teniendo destacables actuaciones hasta 1978, sería fichado nuevamente por el atlético nacional en 1979, en el campeonato de 1980 marcó 24 goles, siendo su resultado más alto en una sola temporada en su carrera, en 43 apariciones, un año después lograría su título con el equipo verdolaga, un año después saldría por segunda vez campeón nacional con el equipo verdolaga y se convertiría entre los 20 goleadores históricos en la historia de la institución. En 1982 Vilarete fue vendido por el Atlético Nacional al Deportivo Pereira por la elevada suma de 13 millones de pesos colombianos, con Pereira disputó el campeonato de 1982 , finalizando con 14 goles en 32 apariciones.
Luego fue adquirido por Deportes Tolima y, posteriormente volvería, al Unión Magdalena donde tuvo buen desempeño, con quien permaneció hasta inicios de 1985 en ese año tuvo su primera experiencia en un campeonato extranjero. De hecho, fue adquirido por el Deportivo Quito su desempeño fue positivo, al final de la temporada marcó 18 goles, lo que le dio el 4.º lugar en la tabla de goleadores. En 1986 jugó en la Liga de Quito, y en 1987 regresó a su tierra fichando de nuevo por el Deportes Tolima.
Volvería al Ecuador, donde jugaria en Club Social y Deportivo Audaz Octubrino donde estaría un año, por tercera vez regresaría al club donde inicio todo pero su promedio de gol ya no era el mismo registrando de 4 partidos y 1 gol siendo promedio de gol más bajo, después de no conseguir equipo decide emigrar al futbol peruano para jugar por el Deportivo Pacífico  donde ganaría el campeonato regional de zona norte clasificando al octagonal donde su equipo no se presentó perdiendo por walkoker a favor del Sport Boys, en 1990 se retiraria del futbol profesional a la edad de 37 años.

## Selección nacional
Ha representado a la Selección de fútbol de Colombia en diversas ocasiones. En el Torneo Preolímpico de 1976, en donde anotaría 4 goles. Es convocado para las eliminatorias para la Copa Mundial de Argentina 1978. Lamentablemente, Colombia quedó en último lugar en la primera fase del Grupo 1, sin lograr ni una sola victoria, solo dos empates y dos derrotas, el único gol de la selección lo hizo Vilarete frente Paraguay. En la última fecha, Colombia sufrió una abrumadora derrota ante Brasil por 6 a 0, la peor en la historia de la selección colombiana en eliminatorias, sería recordado por Vilarete al momento que hicieron el cuarto gol se sienta en el balón en pleno partido. Un año después sería convocado en la Copa América de 1979 siendo suplente todo el torneo. Volvería a ser llamado de nuevo para las eliminatorias para la Copa Mundial de Argentina 1982 donde Colombia de nuevo queda último con 2 puntos, su última convocatoria con la selección fue en el amistoso frente a Polonia donde Colombia ganaría por 1 a 0 jugando todo el partido en 12 de febrero de 1985.

### Participaciones en selección

#### Participaciones en Panamericanos
| Copa                       | Sede   | Resultado | Part. | Goles |
| -------------------------- | ------ | --------- | ----- | ----- |
| Torneo Preolímpico de 1976 | Brasil | 4.º Lugar | ?     | 4     |

#### Participaciones en Copa América
| Copa              | Sede | Resultado      | Part. | Goles |
| ----------------- | ---- | -------------- | ----- | ----- |
| Copa América 1979 |      | Fase de grupos | 0     | 0     |

#### Eliminatorias del Mundial
| Eliminatorias                 | Resultado | Part. | Goles |
| ----------------------------- | --------- | ----- | ----- |
| Eliminatorias Mundial de 1978 | 7.º Lugar | 4     | 1     |
| Eliminatorias Mundial de 1982 | 7.º Lugar | 2     | 0     |

## Clubes
| Club                 | País     | Año         |
| -------------------- | -------- | ----------- |
| Atlético Bucaramanga | Colombia | 1974 - 1975 |
| Unión Magdalena      | Colombia | 1976        |
| Atlético Nacional    | Colombia | 1976        |
| Atlético Bucaramanga | Colombia | 1977 – 1978 |
| Atlético Nacional    | Colombia | 1979 – 1981 |
| Deportivo Pereira    | Colombia | 1982        |
| Deportes Tolima      | Colombia | 1983        |
| Unión Magdalena      | Colombia | 1984 - 1985 |
| Deportivo Quito      | Ecuador  | 1985        |
| Liga de Quito        | Ecuador  | 1986        |
| Deportes Tolima      | Colombia | 1987        |
| Audaz Octubrino      | Ecuador  | 1988        |
| Atlético Bucaramanga | Colombia | 1989        |
| Deportivo Pacífico   | Perú     | 1990        |

## Palmarés

### Títulos nacionales
| Título           | Equipo            | País     | Año  |
| ---------------- | ----------------- | -------- | ---- |
| Primera División | Atlético Nacional | Colombia | 1976 |
| Primera División | Atlético Nacional | Colombia | 1981 |

### Títulos nacionales cortos
| Título                           | Equipo             | País | Año    |
| -------------------------------- | ------------------ | ---- | ------ |
| Campeonato Regional - Zona Norte | Deportivo Pacífico | Perú | 1990-I |